# Serhij Matiuchin
Serhij Wołodymyrowycz Matiuchin, ukr. Сергій Володимирович Матюхін (ur. 21 marca 1980 we wsi Daczne w obwodzie donieckim, Ukraińska SRR) – ukraiński piłkarz grający na pozycji obrońcy, reprezentant Ukrainy.

## Kariera piłkarska

### Kariera klubowa
Wychowanek Internatu Sportowego w Dniepropietrowsku. W 1997 rozpoczął karierę piłkarską w klubie Dnipro Dniepropetrowsk. W sezonie 2001/02 został wypożyczony do Krywbasa Krzywy Róg, a potem w rundzie jesiennej sezonu 2008/09 ponownie wypożyczony do Krywbasa. W rundzie wiosennej 2008/09 został wypożyczony do końca sezonu do Arsenału Kijów. Latem 2009 przedłużył wypożyczenie piłkarza. Latem 2011 podpisał kontrakt z FK Ołeksandrija. Na początku stycznia 2012 opuścił klub z Oleksandrii i ogłosił o zakończeniu kariery piłkarskiej.

## Kariera reprezentacyjna
31 marca 2004 roku debiutował w narodowej reprezentacji Ukrainy w przegranym 0:1 meczu towarzyskim z Macedonią. Łącznie rozegrał 3 gry reprezentacyjne.

## Sukcesy i odznaczenia

### Sukcesy klubowe
- brązowy medalista Mistrzostw Ukrainy: 2004
- finalista Pucharu Ukrainy: 2004

### Odznaczenia
- tytuł Mistrza Sportu Klasy Międzynarodowej: 2005[4]
- Medal "Za pracę i zwycięstwo": 2006[5]